# Wiman Joseon
Wiman Joseon (위만조선?, 衛滿朝鮮?, Wiman JoseonLR, Wiman ChosŏnMR, 194–108 a.C.) è una parte del periodo Gojoseon (2333? - 108 a.C.) della storia coreana. Iniziò con la conquista da parte di Wiman del trono del re di Gojoseon Jun e terminò con la morte del re Ugeo, nipote di Wiman. Escludendo i dati archeologici, la principale fonte di questo periodo di storia coreana proviene dal capitolo 115 dello Shiji di Sima Qian. Wiman era un uomo d'armi originario dello stato di Yan sotto la dinastia Han.

## Fondazione

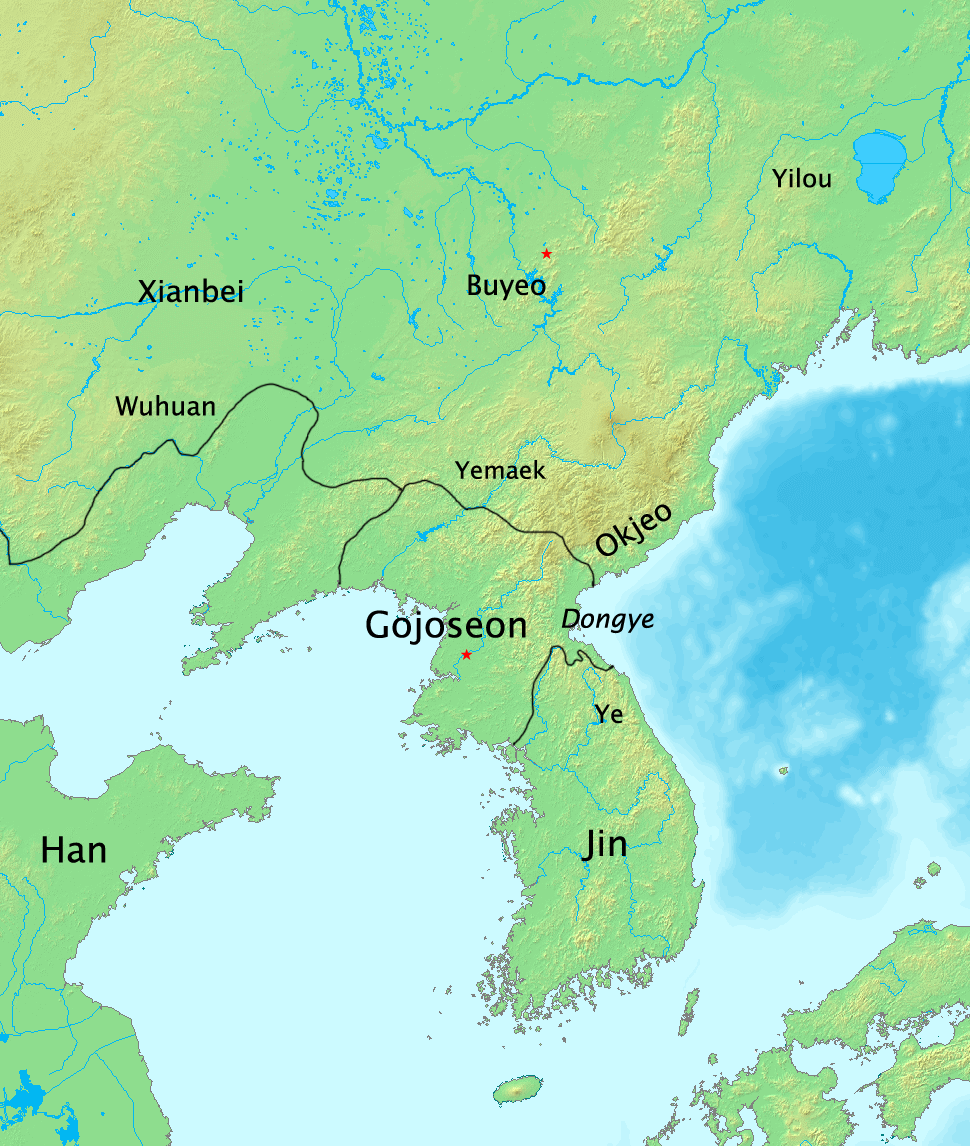
La Corea nel 108 a.C.

Secondo Sima Qian, Wiman era un generale del regno di Yan stabilitosi nei primi anni della dinastia Han, che si presentò al re di Gojoseon Jun. Quest'ultimo accettò e nominò Wiman comandante delle regioni ai confini occidentali di Gojoseon, le quali corrispondono probabilmente all'ovest dell'attuale Liaoning. Malgrado la generosità che dimostrò Jun, Wiman si rivoltò e sconfisse Gojoseon. Nel 194 a.C., fondò Wiman Joseon e decise di ubicare la sua capitale a Wanggeom-seong. L'esatta posizione di Wanggeom-seong rimane incerta per via della carenza di evidenze archeologiche, ma molti suggeriscono che fosse situata vicino alla moderna Pyongyang.
In questo periodo, Wiman Joseon espanse la sua egemonia a vasti territori e divenne forte economicamente tanto da controllare il commercio tra la dinastia Han e le tribù della Manciuria. Han Wudi considerava Wiman Joseon come una minaccia per la Cina, e temeva un'allenanza fra Wiman Joseon e gli Xiongnu.

## Caduta

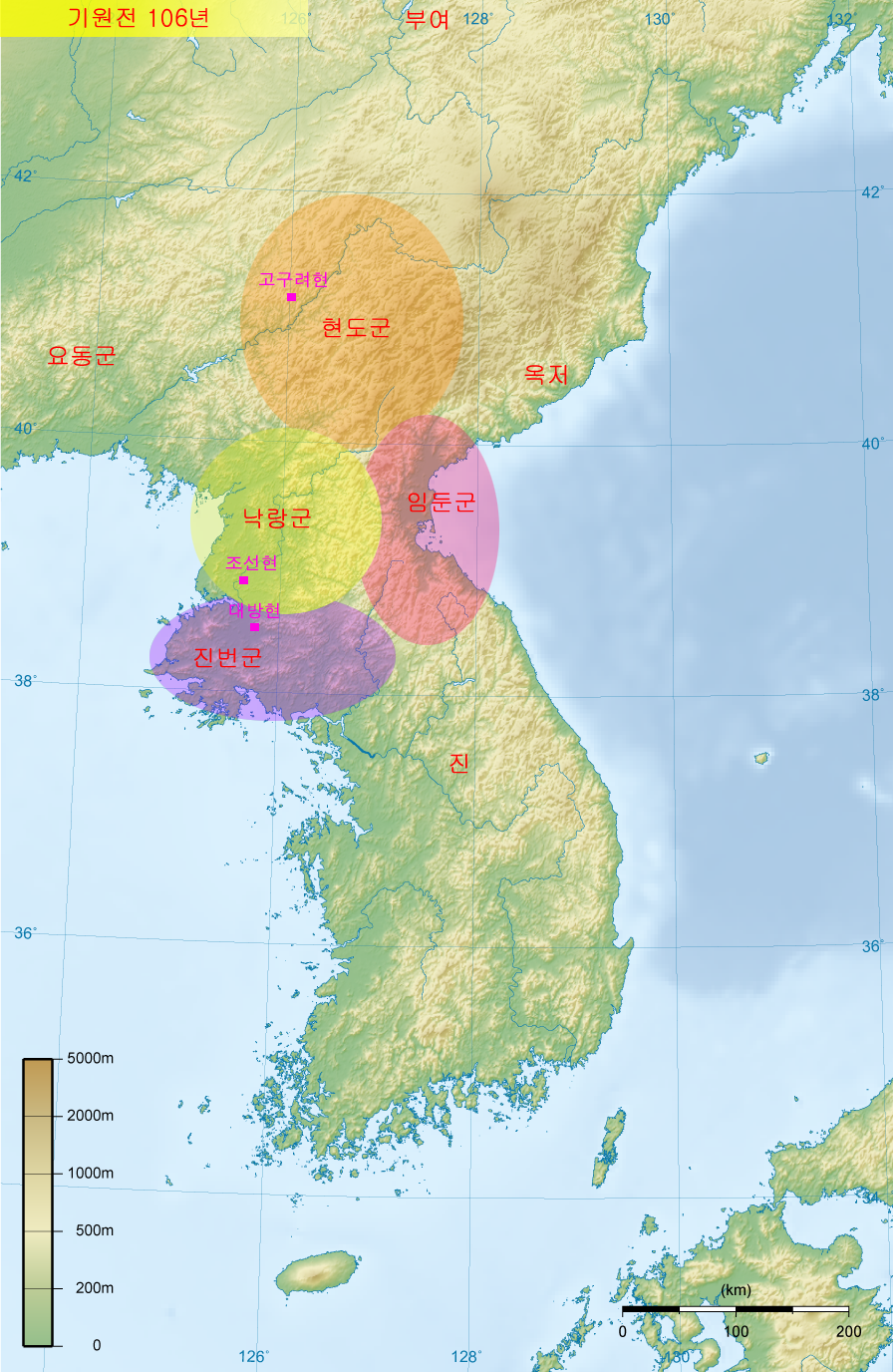
Le quattro province militari istituite dagli Han

Il nipote di Wiman, il re Ugeo, permise a molti esiliati cinesi di risiedere a Wiman Joseon. Il numero di Han aumentò, tuttavia, e il re Ugeo impedì le comunicazioni fra gli Han e lo stato di Jin. Come risultato, Han Wudi invase Wiman Joseon presso il fiume Luan. Dopo numerosi tentativi falliti di sconfiggere l'esercito dello Stato coreano, l'imperatore Wu cercò di convincere i principi di Wiman Joseon a uccidere il re Ugeo. La congiura fallì e portò alla caduta di Gojoseon. Dopo la guerra Wudi condannò a morte due generali per la fallita conquista di Gojoseon.
Dopo un anno di battaglia, Wanggeom-seong fu catturata e Wiman Joseon cadde. Gli Han divisero il territorio conquistato in quattro province militari: Lelang, Lintun, Xuantu e Zhenfan. Tali province alla fine vennero abbattute da Goguryeo nel IV secolo d.C.
Molte nazioni si formarono in questo territorio. Fra di esse v'era Nangnang, distinta dalla commanderia di Lelang.

## Sovrani
| # | Ritratto | Latinizzato | Hanja/Hangul      | Periodo di regno |
| - | -------- | ----------- | ----------------- | ---------------- |
| 1 |          | Re Wiman    | 衛満 （위만?）    | 194BCE—161BCE    |
| 2 |          | Sconosciuto | Sconosciuto       | 161BCE—129BCE    |
| 3 |          | Re Ugeo     | 衛右渠（위우거?） | 129BCE—108BCE    |